# Waganiec
Waganiec is een dorp in het Poolse woiwodschap Koejavië-Pommeren, in het district Aleksandrowski. De plaats maakt deel uit van de gemeente Waganiec en telt 1300 inwoners.

## Verkeer en vervoer
- Station Nieszawa Waganiec